# Carrias
Carrias est une commune d'Espagne dans la communauté autonome de Castille-et-León, province de Burgos. Elle s'étend sur 13,26 km2 et comptait environ 24 habitants en 2024.

## Patrimoine
Au 3 décembre 2019, l'association Hispania Nostra place sur liste rouge des bâtiments en danger les édifices religieux de Carrias : l'église de San Saturnino et l'Ermita de Nuestra Señora del Campo,.
De style roman, l'église San Saturnino est renforcée au XVIe siècle. Aujourd'hui, elle est en grande partie en ruines, avec l'effondrement de la toiture et la détérioration avancée de la tour du clocher, qui menace de s'effondrer. Une initiative de la Diocèse de Burgos vise à préserver la porte datant du XVIe siècle en la transférant vers une chapelle plus récente.
L'ermitage de Nuestra Señora del Campo est construite entre les XIe et XIIe siècles, elle ne conserve que quelques vestiges d'origine. Elle est située à proximité du cimetière du village.